# Conus immelmani
Espèce
Statut de conservation UICN

 VU A2ac; B1ab(v) : Vulnérable
Conus immelmani est une espèce de mollusques gastéropodes marins de la famille des Conidae.
Comme toutes les espèces du genre Conus, ces escargots sont prédateurs et venimeux. Ils sont capables de « piquer » les humains et doivent donc être manipulés avec précaution, voire pas du tout.

## Description
La taille de la coquille varie entre 71 mm et 90 mm.

## Distribution
Cette espèce marine est présente au large du KwaZulu-Natal et de la Province du Cap-Oriental, en Afrique du Sud. 

### Niveau de risque d’extinction de l’espèce
Selon l'analyse de l'UICN réalisée en 2011 pour la définition du niveau de risque d'extinction, cette espèce est endémique à l'Afrique du Sud et n'a été trouvée que dans le sud de la province du Natal, et le nord de la province du Cap-Oriental dans la région du Transkei mais aussi dans la région de Mbotji et de Coffee Bay. Cette espèce a été récemment décrite, et a été immédiatement recherchée par les collectionneurs. Cela a conduit à un déclin du nombre d'individus matures comme on a pu le constater sur une période de dix ans, à tel point qu'aujourd'hui (en 2011) aucun individu n'a été trouvé récemment dans les deux principales localités. Il est possible que d'autres populations d'eaux plus profondes existent pour cette espèce, mais en utilisant une approche de précaution, le nombre estimé d'emplacements est inférieur à dix, avec une étendue d'occurrence de moins de 1 000 km2. Un déclin des individus matures a été observé dans les deux principales localités connues, qui est susceptible de se poursuivre si de nouvelles populations accessibles sont découvertes ou si les populations connues se rétablissent, car il s'agit d'un coquillage très recherché. En conséquence, l'IUCN estime que cette espèce est Vulnérable selon le critère B. Si d'autres recherches élargissent ou restreignent le nombre d'emplacements, l'évaluation de la conservation pourrait être modifiée en EN ou NT selon le cas. En outre, la disparition de l'espèce des deux principales localités d'où elle était connue suggère qu'il y a eu un déclin de 30 % de la population de cette espèce, en supposant que les deux principales localités abritent la majorité de la population et que l'espèce ne se trouve pas dans plus de dix emplacements. Ce déclin a été observé sur une période de dix ans.

## Taxonomie

### Publication originale
L'espèce Conus immelmani a été décrite pour la première fois en 1998 par le malacologiste allemand Werner Korn dans la publication intitulée « La Conchiglia »,.

### Synonymes
- Conus (Leptoconus) immelmani Korn, 1998 · appellation alternative
- Dendroconus immelmani (Korn, 1998) · non accepté
- Nataliconus immelmani (Korn, 1998) · non accepté

### Sous-espèces
- Conus immelmani alanfraseri (Seccombe & R. Aiken, 2022)
- Conus immelmani immelmani Korn, 1998